# WASP-32
WASP-32 — звезда в созвездии Рыб на расстоянии приблизительно 795 световых лет от нас. Вокруг звезды обращается, как минимум, одна планета.

## Характеристики
WASP-32 была открыта с помощью орбитальной обсерватории Hipparcos в ходе проекта Tycho. Официальное открытие звезды было совершено 1997 году в рамках публикации каталога Tycho. Наименование звезды в этом каталоге — TYC 2-1155-1. В настоящий момент более распространено наименование WASP-32, данное командой исследователей из проекта SuperWASP.
WASP-32 — довольно яркая (11,7 видимой звёздной величины) солнечного типа звезда. Её масса и радиус равны 1,10 и 1,11 солнечных соответственно. Температура поверхности составляет приблизительно 6100 кельвинов.

## Планетная система
В 2010 году группой астрономов, работающих в рамках программы SuperWASP, было объявлено об открытии  планеты WASP-32 b в системе. Это типичный горячий юпитер, обращающийся на расстоянии 0,039 а.е. от родительской звезды. Открытие планеты было совершено транзитным методом.